# Francisca de Sandoval y Rojas

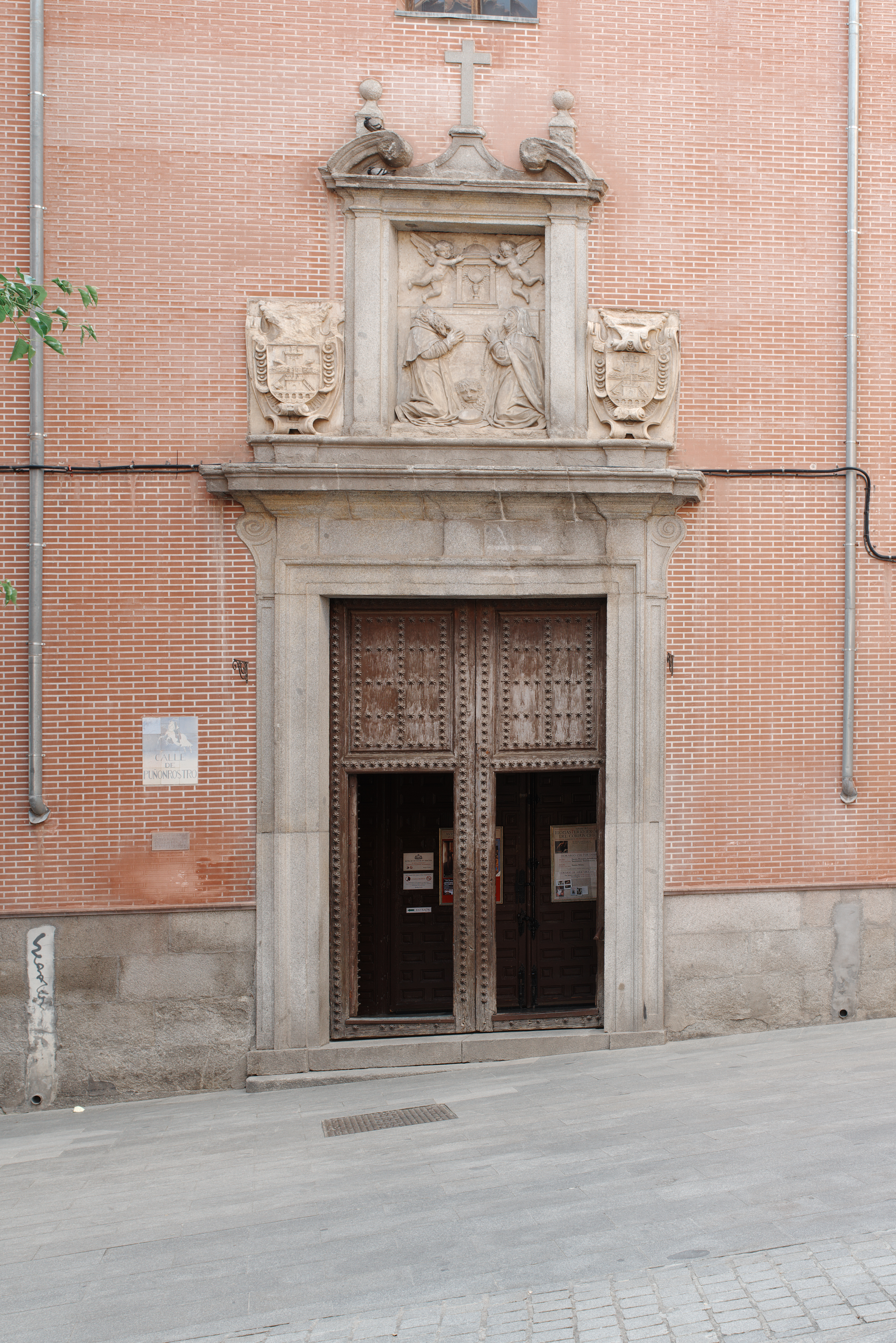
Portada del convento del Corpus Christi, donde estuvo recluida Francisca tras conocerse su segundo matrimonio, de gran diferencia social.

Francisca de Sandoval (Tordesillas, c. 1590- Madrid, 11 de septiembre de 1663) fue una noble española, hija de Francisco de Sandoval, I duque de Lerma; valido de Felipe III de España. 

## Biografía
Fue una de los hijos de Francisco de Sandoval, por entonces V marqués de Denia; y su esposa Catalina de la Cerda. Francisca tuvo como hermanos:
- Cristóbal Gómez de Sandoval y de la Cerda (1577-1624), I duque de Uceda, que sucedió a su padre como valido del rey Felipe III.
- Juana de Sandoval, casada con Manuel de Guzmán y Silva, VIII Duque de Medina Sidonia
- Diego Gómez de Sandoval y de la Cerda, casado con Luisa de Mendoza, hija de Ana de Mendoza de la Vega y Luna, y en segundas nupcias con Mariana Fernández de Córdoba y Castilla, de esta unión nació el V duque de Lerma.
- Catalina de la Cerda Sándoval y Zúñiga, casada con Pedro Fernández de Castro y Andrade, VII conde de Lemos, sin descendencia.

Nació en Tordesillas, donde se encontraba de paso su madre.
Contrajo matrimonio con Diego de Zúñiga, IV marqués de la Bañeza, hijo de Juan de Zúñiga y Cárdenas, I duque de Peñaranda; y su esposa, Maria de Zúñiga, VI condesa de Miranda. El matrimonio tuvo descendencia en los siguientes hijos:
- Francisco de Zúñiga, sucesor de su padre, casado con Ana Enríquez, III marquesa de Mirallo; con descendencia.
- Juan López de Zúñiga y Cárdenas y Sandoval, casado con Bernarda Diana de Quintana-Dueñas, II marquesa de la Floresta y condesa de Quintana.[5]
- Catalina de Zúñiga, casada en 1623 con Felipe Pacheco, VI duque de Escalona y VI marqués de Villena.
- María de Zúñiga, monja descalza en el Real Monasterio de la Encarnación de Madrid.
- Ana de Zúñiga, ídem.
- Isabel de Zúñiga, religiosa clarisa en Peñaranda de Duero.

Su marido sucedió como II duque de Peñaranda a la muerte de su padre en 1608. Francisca quedó viuda de Diego de Zúñiga en 1626. 
Seis años después, contrajo matrimonio secreto con un criado de su casa, Lope de Avellaneda y Manrique, hijo de Fernando de Avellaneda y de su esposa María de Aguilar. El 2 de septiembre de 1632 nacería José Avellaneda de Sandoval y Aguilar de la Cerda, I marqués de Torremayor y, caballero de la Orden de Calatrava y consejero del Consejo de Guerra; casado con Inés Chacón y Orellana.

En julio de 1633, este matrimonio se hizo público causando gran consternación en la corte española. Jerónimo Gascón de Torquemada lo recoge con estas palabras en su Gaçeta y nuevas de la Corte de España:

A los 9, se publicó otro casamiento más desigual y de mayor nota, por tocar como toca a diez o doce grandes Señores de los mayores y más calificados de España. Y fue que mi señora la Duquesa de Peñaranda viuda (hija del Cardenal Duque de Lerma, tía del que oy lo es [Francisco de Sandoval y Padilla], y madre de mi señora la Marquesa de Villena [Catalina de Zúñiga]), se casó in faccie ecclesiae con Don Lope de Avellaneda, vecino de Illescas, criado suyo antiguo; cosa que el Rey, y el Consejo de Estado y el de Justicia [por el de Castilla], y todos los Grandes de España, lo an tomado muy mal. Y Su Magestad la mandó poner a ella en el convento de monjas que llaman de Corpus Cristi, en celda separada sin comunicación de nadie, y al Don Lope le prendieron en su lugar, y le trajeron a la Cárcel Real desta Corte, donde asímismo le tienen sin que nadie le pueda hablar. Ase averiguado que havía diez meses que estavan velados y hacían vida maridable, y ay opiniones que es de mucho tiempo atrás.
El 9 de marzo de 1634 se sentenció la suerte de Francisca y Lope de Avellaneda. Se decidió que Francisca fuera recluido en un convento en Galicia y que Lope quedará recluido por al menos seis años en el Peñón de Gibraltar, corriendo este último con las costas de ambos traslados.
Francisca dictó testamento en Madrid el 2 de septiembre de 1663, falleciendo el día 11 de ese mes en esa ciudad. Fue enterrada en el convento de San Antonio del Prado, de capuchinos, fundación de su padre en Madrid.